# سدر
السدر أو نبق (الاسم العلمي: Ziziphus spina-christi) هو نوع من النباتات يتبع جنس الزفيزف من الفصيلة النبقية.
موطن شجرة السدر هو جزيرة العرب وبلاد الشام وعموماً تنتشر زراعته في المناطق الاستوائية وشبه الاستوائية. وقد عرف الإنسان شجرة السدر منذ آلاف السنين.

## الوصف النباتي
ينتمي السدر إلى الفصيلة النبقية والتي تضم حوالي 58 جنسا منها ثلاثة أجناس رئيسية أهمها جنس الزفيزف الذي يضم السدر والعناب. وتضم الفصيلة حوالي 600 نوع ما بين أشجار وشجيرات ومتسلقات ونادرًا أعشابًا تنتشر في جميع مناطق العالم المختلفة.
السدر شجرة كثيفة متساقطة الأوراق ومنتشرة ذات جذع متفرع لأفرع متعرجة لونها بني فاتح يصل ارتفاعها من 2 إلى 4 أمتار تقريباً. أوراقها بيضاوية الشكل صغيرة ولها قشيرة سميكة. تكون متقابلةً على الساق وطول النصل ثلاثة سنتيمترات وهي متعرقة بثلاثة عروق من الناحية السفلى ولها شوكتان أذينيتان إحداهما مستقيمة والأخرى منحنية. تتكون الأزهار في إبط الأوراق بعدد يتراوح بين 10 و15 زهرة، والأزهار صغيرة بيضاء مخضرة اللون، والثمار كرزية غضة مرة الطعم، سوداء عند النضج وفيها 3 - 4 بذور.

## البيئة
أشجار السدر ذات جذور متعمقة تتحمل الظروف البيئية القاسية إلا أنها تحتاج لشتاء دافئ حيث لا تتحمل درجات الحرارة المنخفضة وبصفة عامة تنمو أشجار السدر في المناطق الحارة والمعتدلة. ينمو السدر في جميع أنواع الأراضي بشرط عدم ارتفاع منسوب الماء الأرضي، وتجود زراعته في الأراضي الرملية أو الصفراء مما يشير إلى تحمل أشجار السدر للجفاف.
هناك نوع من السدر يسمى شوك المسيح وأشجاره دائمة الخضرة ذات جذع قوى طويل يصل ارتفاعه من 10 إلى 12 متراً تقريباً وتاجها كبير كثيف أي أنها تشكل شجرة ظل وارفة رائعة الجمال والجلال؛ أفرعها المسنة خشبية، أما الأفرع الحديثة فهي رقيقة مغطاة بشعيرات رفيعة «زغبي» وأوراقها كثيفة خضر طولها من 2.5 إلى 5 سنتيمترات شبه مستديرة أو بيضية قمتها مستديرة حافتها كاملة. تعرقها شبكي راحي (لها 3 عروق من الناحية السفلية). والأذينيتان تتحوران كما في النوع السابق إلى شوكتين إحداهما مستقيمة والأخرى منحنية. والثمرة حسلية قطرها من 1.5 إلى 3.5 سنتيمتر كروية الشكل ذات عنق قصير، لونها برتقالي أو أحمر عند النضج ومذاقها حلو. والأزهار صفر صغيرة متجمعة، وجذورها عميقة منتشرة.
وهذا النوع الأخير شائع الانتشار في الأودية بالمملكة، بل أيضا يزرع كشجرة ظل جميلة سريعة النمو تؤكل ثمارها ذات القيمة الغذائية العالية، فضلا عن كونها تتحمل الارتفاع الشديد في درجات الحرارة، ولا تحب الصقيع. وهي تتحمل الرعي والرياح والجفاف والعطش وارتفاع نسبة الأملاح في التربة. ومن النوع الأخير يوجد صنف يخلو من الأشواك والزغب.

## تكاثر السدر
تتكاثر أشجار السدر بالعقل (غرس الأغصان) التي تزرع شتاءً أو بالبذور التي تجمع صيفاً، حيث أن البذور التي تجمع شتاء لا تنبت. ونسبة الإنبات في البذور منخفضة تصل إلى 30% تقريباً وتعامل البذرة بالنقع في الماء قبل زراعتها. كما يمكن إجراء التكاثر بالتطعيم على نوع السدر الهندي (باللاتينية: Ziziphus mauritiana) ذي الثمار الكبيرة.

## فوائد أشجار السدر
تؤكل ثمار السدر لأنها حلوة المذاق مرتفعة القيمة الغذائية وتعتبر من أنواع الفاكهة المتميزة. كما أن لها استخدامات في الطب الشعبي فهي مفيدة في حالات أمراض الصدر والتنفس وهي مسهلة ومنقية للدم. وقد أشار الأطباء إلى فائدة ثمار النبق للمرأة الحامل لما تحتويه من عناصر غذائية ضرورية من سكريات وغيرها. وقد أكد علماء التغذية أن مسحوق ثمار النبق يماثل الحبوب في القيمة الغذائية، فأطلقوا عليها اسم الحبوب غير الحقيقية. وقديما كان الناس يجففون ثمار السدر ويطحنوها في مطاحن خاصة بها لفصل الطبقة الخارجية المأكولة الحلوة ومن ثم استخدام دقيقها في صنع الخبز وأنواع من الحلوى.
أما بالنسبة لأوراق السدر فإنها تستخدم لعلاج الجرب والبثور. ومنقوع الأوراق مفيد في علاج آلام المفاصل والتهاب الفم واللثة. تجفف الأوراق ويصنع منها مسحوق لغسيل شعر الرأس وتقويته وإزالة القشرة منه. كما أن منقوع الأوراق يغسل به الموتى.
أما أزهار شجرة «السدر» فإن نحل العسل يرعى عليها ويتغذى على رحيقها وينتج منها عسلاً جيداً ذا قيمة غذائية عالية يسمى «عسل السدر» وهو من أغلى أنواع العسل البري المطلوبة. كما يستخدم مغلي قلف الأشجار كمسكن لآلام الأسنان وملطف للحرارة ومقوي عام.
وتكثر زراعة أشجار السدر للزينة والظل في الحدائق والشوارع. كما تزرع كمصدات للرياح وحماية للتربة من الانجراف. وخشبها جيد قوى متعدد الاستعمالات. وتصاب أشجار السدر بثاقبات الأوراق وذبابة ثمار السدر، فيجب وقايتها منها ومكافحتها عند حدوث الإصابة.

## مكانة السدرة في الإسلام
شجرة السدر لها منزلة كبيرة في الإسلام حيث ورد ذكرها في القرآن 4 مرات كما كرمها الله بأن جعل سدرة المنتهى في أعلى مراتب الجنة عند عرش الرحمن وقد قال الرسول محمد في حديث «من قطع سدرة صوب الله رأسه في النار يعني من سدر الحرم» (الراوي: عبد الله بن حبشي المحدث: الهيثمي - المصدر: مجمع الزوائد - الصفحة أو الرقم: 3/287)

## فوائد شجرة السدرة
شجرة السدر لها فوائد كثيرة ومتعددة حيث يغلى ورقها في ماء ويشرب لقتل الديدان في الأمعاء وتنقية الدم كما يستخدم ورق السدر المطحون والمخلوط مع الماء في جبر كسور العظام وتنقية بشرة الجلد وطرد البلغم . تستعمل أوراق السدر في تنظيف فروة الرأس وتعقيمها، وتجعل الشعر أكثر نعومة وتكسبه لونا بهيجًا، وقد أثبتت التجارب أن خلاصة ورق السدر تعالج فطريات الرأس ويحتوي ورق السدر على مادة دبغية وملونة تستعمل في دبغ الجلود وتلوين الملابس قديماً.
يستخدم منقوع اللحاء الخارجي لأشجار السدر كمسهل لعلاج الإمساك وعلى أنه محفز ومنشط لانقباضات الأمعاء والقولون يصنف ويحظر على المرأة الحامل استخدامه كمسهل لأنه قد يحفز انقباضات الرحم ويتسبب بفقد الجنين. كما يحظر على مرضى القلب أو الضغط المرتفع ومن يعاني من القولون العصبي أو قرحة الاثنى عشر استخدامه. يجب تخزين لحاء السدر لمدة سنة على الأقل بعد تجفيفه وقبل استخدامه للتقليل من تأثير المكونات التي تسبب المغص والتقيؤ الشديدين.

## معرض الصور

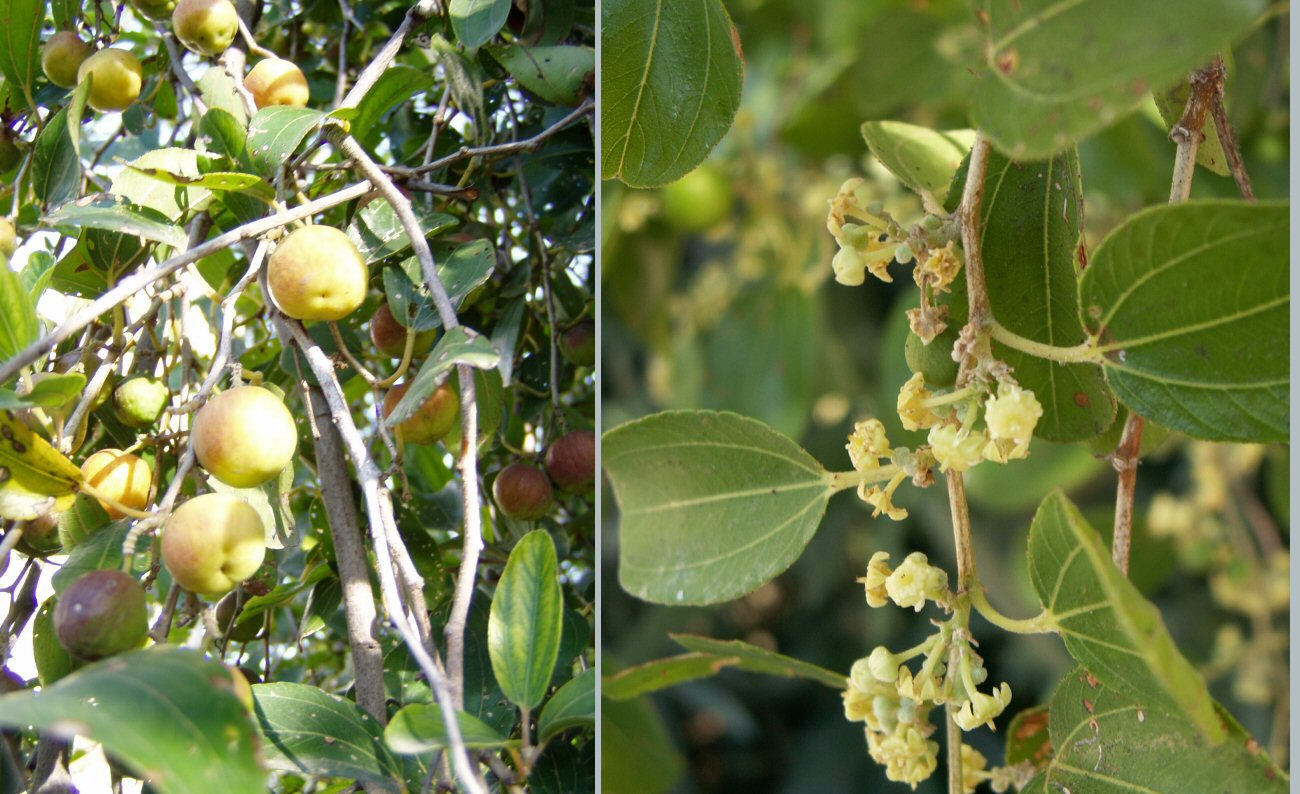
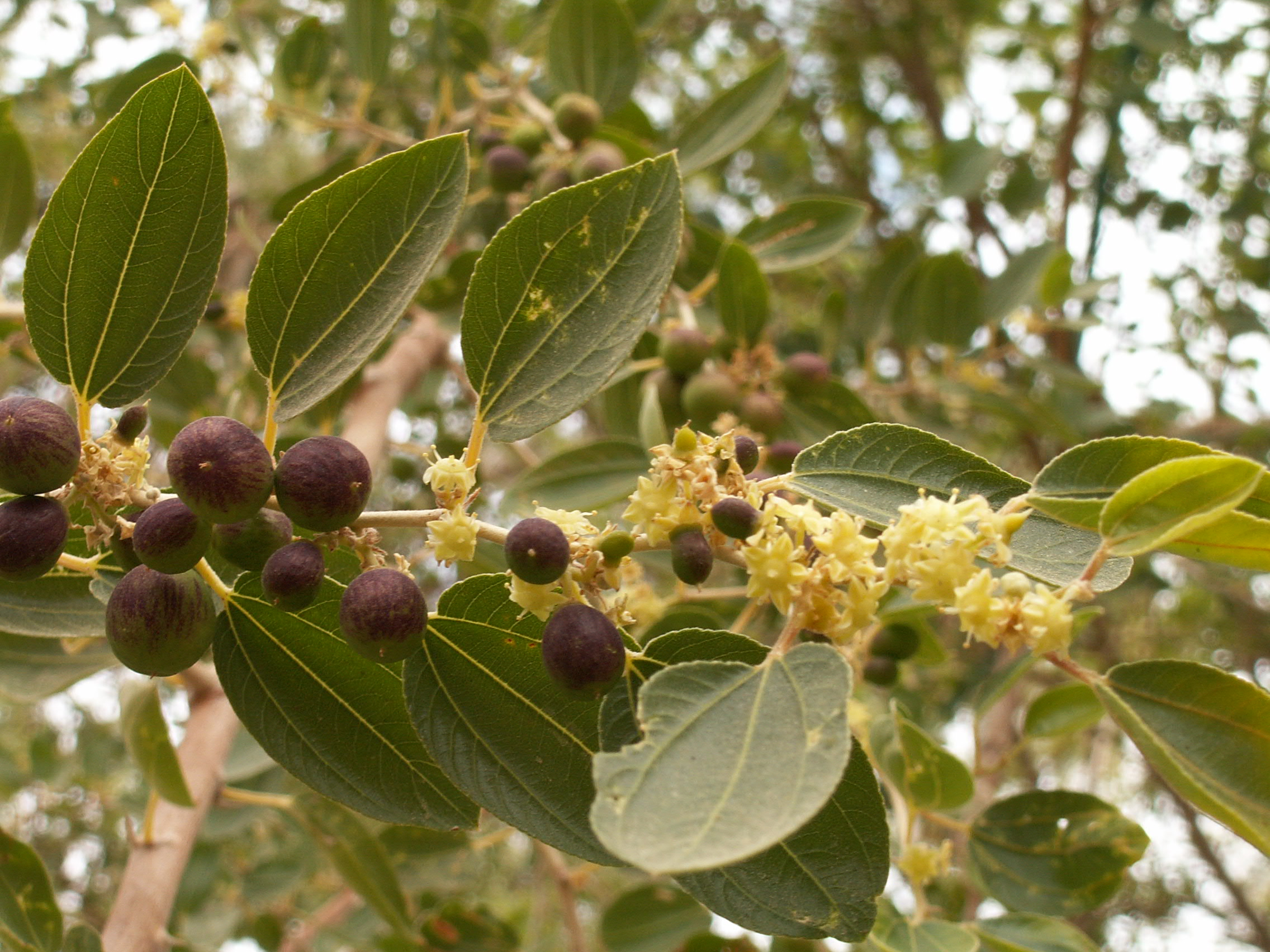
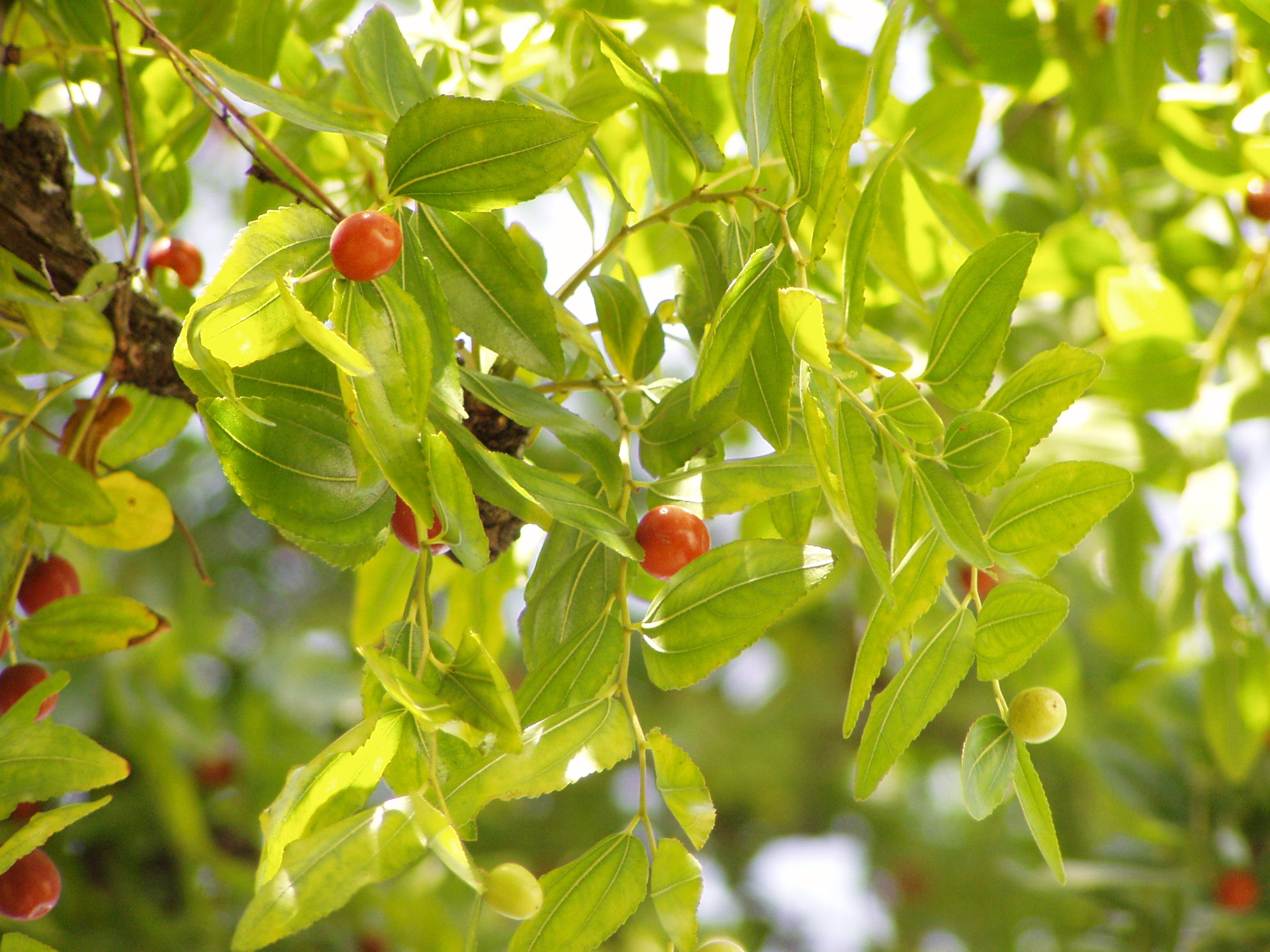
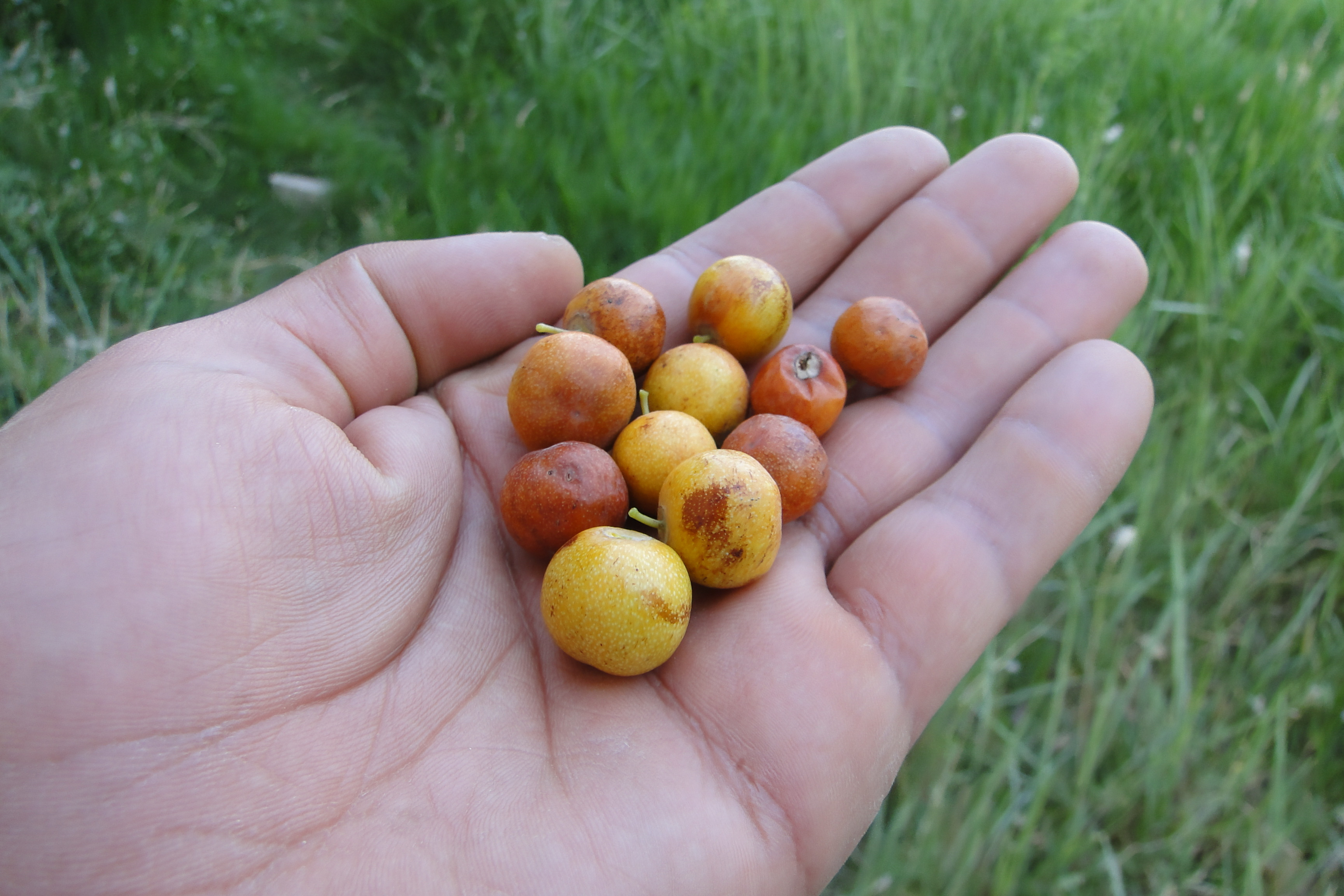